# 2-га танкова армія (Третій Рейх)
2-га та́нкова а́рмія (нім. 2. Panzerarmee) — танкова армія у складі Вермахту часів Другої світової війни.

## Командування

### Командувачі
Танкова група «Гудеріан»
- генерал танкових військ, з 19 липня 1940 генерал-полковник Гайнц Вільгельм Гудеріан (28 травня — 16 листопада 1940);

2-га танкова група
- генерал-полковник Гайнц Вільгельм Гудеріан (16 листопада 1940 — 5 жовтня 1941);

2-га танкова армія
- генерал-полковник Гайнц Вільгельм Гудеріан (5 жовтня — 25 грудня 1941)
- генерал танкових військ, з 1 січня 1942 генерал-полковник Рудольф Шмідт (25 грудня 1941 — 10 квітня 1943);
- генерал від інфантерії Еріх-Генріх Клосснер (нім. Heinrich Clößner) (11 квітня — 6 серпня 1943);
- генерал-полковник Вальтер Модель (6 — 14 серпня 1943);
- генерал-полковник Лотар Рендуліч (14 серпня 1943 — 24 червня 1944);
- генерал гірсько-піхотних військ Франц Беме (24 червня — 17 липня 1944);
- генерал артилерії Максиміліан де Ангеліс (нім. Maximilian de Angelis) (18 липня 1944 — 8 травня 1945).